# Dynamic cast
У мові програмування C++ оператор dynamic_cast є частиною механізму динамічної ідентифікації типів даних, який дозволяє виконувати приведення типів даних. На відміну від звичайного приведення типів у стилі С, перевірка коректності приведення типів відбувається під час виконання програми. Оператор dynamic_cast можна застосовувати до вказівників або посилань. Якщо відбувається приведення вказівника до типу, яким об’єкт фактично не є, то результатом приведення буде нульовий вказівник. При роботі з посиланнями, якщо приведення неможливе, буде згенеровано  виняток (exception) std::bad_cast. Такою поведінкою оператор dynamic_cast подібний до приведення типів у таких мовах програмування, як Java, і відрізняється від приведення в мові С, де коректність приведення типу під час виконання програми не перевіряється.

## Приклад
Припустимо, у нас є функція, що приймає аргументом об’єкт типу A і повинна виконати деякі додаткові дії у випадку, якщо параметр насправді є об’єктом типу B — нащадком класу A. Таку поведінку можна реалізувати, використавши dynamic_cast у наступний спосіб.
```
#include
 
<typeinfo>
 // Для std::bad_cast

#include
 
<iostream>
 // Для std::cerr та ін.

 

class
 
A

{

public
:

	
// Механізм динамічного визначення типів даних можливий тільки для поліморфних

	
// класів (тобто класів, що містять хоча б одну віртуальну функцію)

	
virtual
 
void
 
foo
();

 

	
// інші члени класу...

};

 

class
 
B
 
:
 
public
 
A

{

public
:

	
void
 
methodSpecificToB
();

 

	
// інші члени класу...

};

 

void
 
my_function
(
A
&
 
my_a
)

{

	
try

	
{

		
B
&
 
my_b
 
=
 
dynamic_cast
<
B
&>
(
my_a
);

		
my_b
.
methodSpecificToB
();

	
}

	
catch
 
(
const
 
std
::
bad_cast
&
 
e
)

	
{

		
std
::
cerr
 
<<
 
e
.
what
()
 
<<
 
std
::
endl
;

		
std
::
cerr
 
<<
 
"Цей об
\'
єкт не є об
\'
єктом класу B"
 
<<
 
std
::
endl
;

	
}

}

```

Можна записати аналогічний код з використанням указівників замість посилань:
```
void
 
my_function
(
A
*
 
my_a
)

{

	
B
*
 
my_b
 
=
 
dynamic_cast
<
B
*>
(
my_a
);

 

	
if
 
(
my_b
)

		
my_b
->
methodSpecificToB
();

	
else

	 
std
::
cerr
 
<<
 
"Цей об
\'
єкт не є об
\'
єктом класу B"
 
<<
 
std
::
endl
;

 

}

```